# Métré
Le métré désigne la quantification des éléments d'un ouvrage réalisé. 
La personne établissant un métré s'appelle le métreur.
Dans le système de mesure ancien, le toisé était l'équivalent du métré. Il se faisait « à l'aune de » la toise (Le métré se réalisant à l'aune du mètre). Le toiseur et le toiseur-vérificateur réalisaient le toisé et la vérification de celui-ci.
L'avant-métré est une désignation similaire mais qui quantifie des parties d'ouvrages en vue de la réalisation d'un projet.
L'avant métré se situe en amont du projet alors que le métré se situe en phase de conception du projet. Il servira notamment à quantifier les quantités de matériaux engagés par l'entreprise et servira à la rémunération de celle-ci.